# Mezek Peak

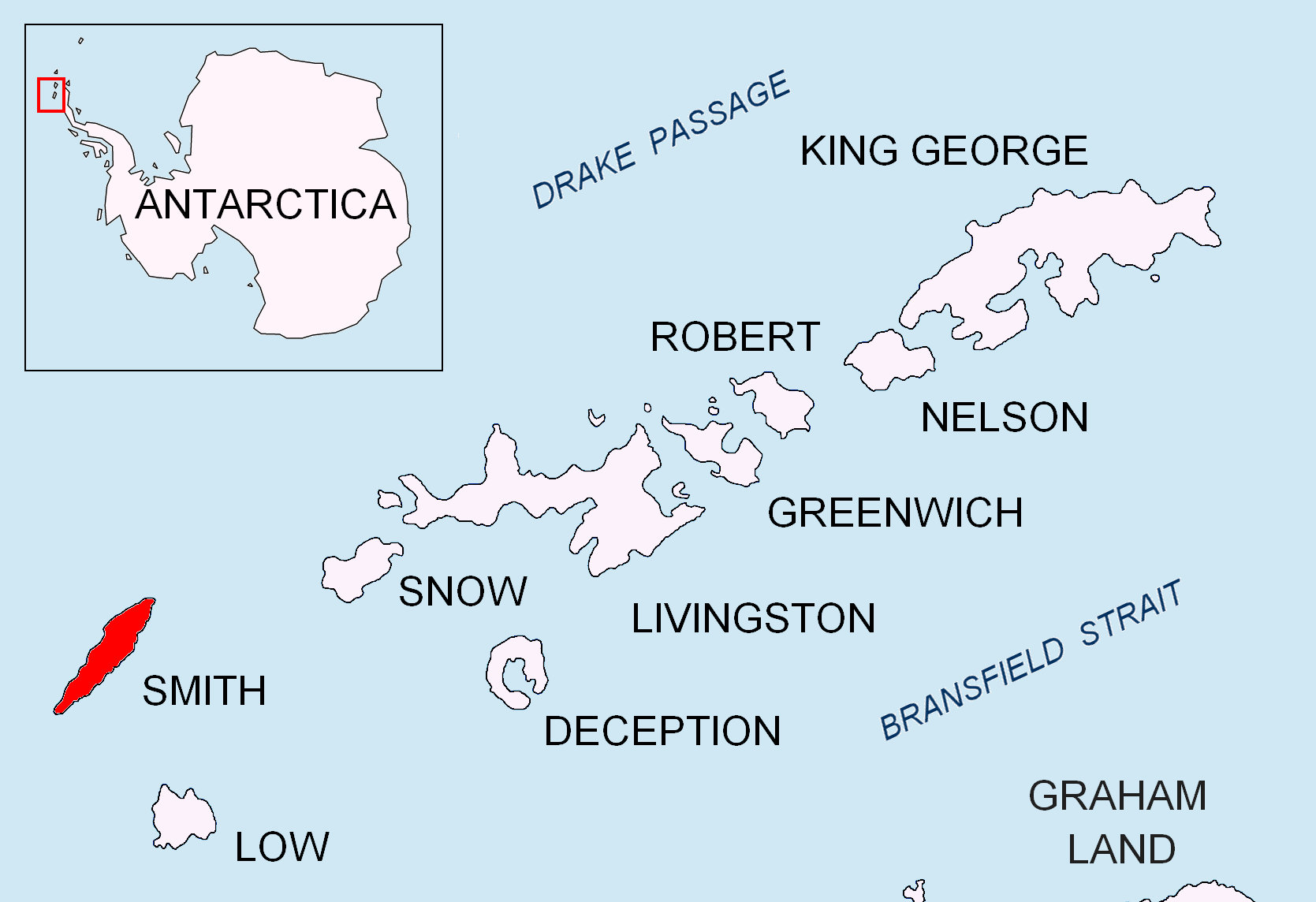
Localizzazione dell'Isola Smith, nelle Isole Shetland Meridionali.

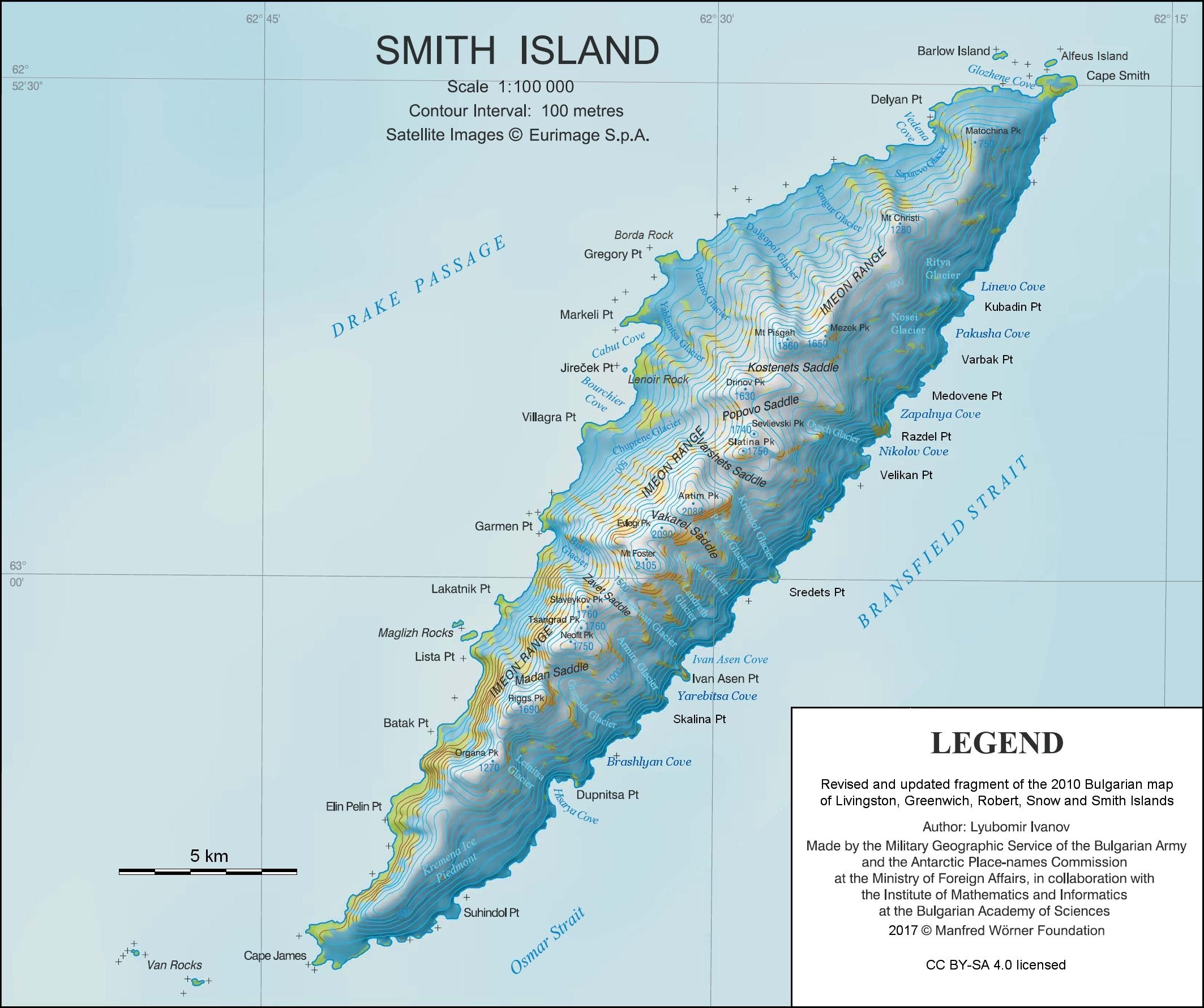
Mappa topografica dell'Isola Smith. Il Mezek Peak si trova nella parte superiore dell'immagine, nella linea di cresta principale dell'Imeon Range.

Il Mezek Peak (in lingua bulgara: връх Мезек, Vrah Mezek) è un ripido picco antartico, che si innalza fino a 1.650 m, e situato nell'Imeon Range, catena montuosa che occupa la parte interna dell'Isola Smith, che fa parte delle Isole Shetland Meridionali, in Antartide.

## Caratteristiche
Il picco è situato 1,07 km a est del Monte Pisgah e 4.02 km a sudovest del versante meridionale del Monte Christi. Sovrasta il Ghiacciaio Dalgopol a nordest e il Ghiacciaio Nosei a est. Il versante orientale è molto ripido e prevalentemente privo di ghiaccio.

## Localizzazione
Il ghiacciaio è localizzato alle coordinate 62°56′19″S 62°26′47″W.
Mappatura bulgara nel 2009.

## Denominazione
La denominazione è stata assegnata dalla Commissione bulgara per i toponimi antartici in riferimento alla fortezza medievale di Mezek, nella parte sudorientale della Bulgaria.

## Mappe
- Chart of South Shetland including Coronation Island, &c. from the exploration of the sloop Dove in the years 1821 and 1822 by George Powell Commander of the same. Scale ca. 1:200000. London: Laurie, 1822.
- L.L. Ivanov. Antarctica: Livingston Island and Greenwich, Robert, Snow and Smith Islands. Scale 1:120000 topographic map. Troyan: Manfred Wörner Foundation, 2010. ISBN 978-954-92032-9-5 (First edition 2009. ISBN 978-954-92032-6-4)
- South Shetland Islands: Smith and Low Islands. Scale 1:150000 topographic map No. 13677. British Antarctic Survey, 2009.
- Antarctic Digital Database (ADD). Scale 1:250000 topographic map of Antarctica. Scientific Committee on Antarctic Research (SCAR). Since 1993, regularly upgraded and updated.
- L.L. Ivanov. Antarctica: Livingston Island and Smith Island. Scale 1:100000 topographic map. Manfred Wörner Foundation, 2017. ISBN 978-619-90008-3-0